# オーストリア国立図書館
オーストリア国立図書館（オーストリアこくりつとしょかん、独: Österreichische Nationalbibliothek, 略称ÖNB）は、オーストリアの首都ウィーンのホーフブルク宮殿にある図書館でオーストリア最大の740万点を収蔵している国立図書館である。当初は帝国図書館と名乗っていたが、1920年に現在の名称となった。図書館には4つの複合博物館も併設されている。 